# 古新町 (名古屋市)
古新町（こしんちょう）は、愛知県名古屋市熱田区の地名。現行行政地名は古新町1丁目及び古新町2丁目。住居表示未実施。

## 地理
名古屋市熱田区西部に位置する。東は西野町、西は熱田新田東組・中川区、南は六番一丁目・八番一丁目、北は河田町・野立町に接する。

## 歴史
江戸期の愛知郡牛立村・中野村・熱田新田・中野外新田の境界付近にあたる。

### 町名の由来
牛立村の古新田があったことによるとみられる。

### 行政区画の変遷
- 1934年（昭和9年）11月1日 - 南区野立町字西新田・野立町字西河田の各一部により同区古新町一丁目が、中野新町字イノ割・野立町字西新田・野立町字喧𠵅池・野立町字西河田・熱田新田東組字八九ノ割の各一部により同区古新町二丁目が成立[8]。
- 1936年（昭和11年）1月27日 - 名古屋マレーブル製作所設立[9]。
- 1937年（昭和12年）10月1日 - 中川区編入に伴い、同区古新町となる[1]。
- 1942年（昭和17年）8月20日 - 中川区野立町の一部を編入する[1]。
- 1944年（昭和19年）2月11日 - 熱田区編入に伴い、同区古新町となる[1]。
- 1982年（昭和57年）11月14日 - 一部が熱田区八番一丁目に編入される[1]。

## 世帯数と人口
2018年（平成30年）12月1日現在の世帯数と人口は以下の通りである。
| 町丁   | 世帯数  | 人口    |
| ------ | ------- | ------- |
| 古新町 | 504世帯 | 1,052人 |

## 学区
市立小・中学校に通う場合、学校等は以下の通りとなる。また、公立高等学校に通う場合の学区は以下の通りとなる。
| 番・番地等 | 小学校               | 中学校                 | 高等学校 |
| ---------- | -------------------- | ---------------------- | -------- |
| 全域       | 名古屋市立大宝小学校 | 名古屋市立日比野中学校 | 尾張学区 |

## その他

### 日本郵便
- 郵便番号 : 456-0064[4]（集配局：熱田郵便局[12]）。